# West Union (Iowa)
Pour les articles homonymes, voir West Union.
La ville américaine de West Union est le siège du comté de Fayette, dans l’État de l’Iowa. Elle comptait 2 549 habitants lors du recensement de 2000.